# Побелка
Побелка — разновидность красящих материалов, изготовленных из гашёной извести или карбоната кальция. Иногда используются различные другие добавки.

## Использование в качестве краски
Побелка ранее часто применялась для покраски внешних стен зданий, но также использовалась в помещениях для приготовления пищи, особенно на сельских молочных фермах, из-за антибактериальных свойств. Побелку можно тонировать для декоративного использования и покраски внутренних поверхностей зданий, таких как коридоры многоквартирных домов. Её большой недостаток при таком использовании, то, что она может оставаться на одежде при касании.
В России побелка исторически использовалась как защитный и декоративный слой поверх глиняной обмазки деревянных строений.
В Великобритании и Ирландии побелка исторически использовалась в интерьере и экстерьере коттеджей рабочих, и до сих пор сохраняет некоторую связь с сельской бедностью. В Соединенных Штатах подобное отношение выражено в старой поговорке: «Слишком горды, чтобы белить, и слишком бедны, чтобы красить».
В настоящее время побелка выходит из использования при оформлении жилья, вместо неё используют более современные отделочные материалы.

## Побелка деревьев
Побелка может использоваться как средство защиты стволов деревьев от вредителей и в декоративных целях. Защитные свойства этого метода, в настоящее время, считаются спорными. Ряд специалистов считает, что это неэффективно.